# Battaglia di Dahlen
La battaglia di Dahlen, detta anche battaglia di Rheindalen, fu uno scontro che ebbe luogo il 25 aprile 1568 a Dahlen, all'epoca parte del Principato vescovile di Liegi, tra le forze dei ribelli calvinisti e quelle della Spagna. Come parte dell'invasione pianificata a suo tempo da Guglielmo I d'Orange, i ribelli olandesi tentarono di conquistare la città di Roermond quando l'arrivo delle forze li costrinse a ritirarsi. Il generale spagnolo Dávila inseguì le forze nemiche che si ritiravano ed inflisse una dura sconfitta a Villers presso il villaggio di Dahlen (attuale Rheindahlen). I sopravvissuti a questo scontro cercarono rifugio sotto le mura di Dahlen, ma vennero massacrati dalla fanteria spagnola.

## Antefatti
Nel 1568, Guglielmo I d'Orange, statolder d'Olanda, Zelanda e Utrecht, ed altri nobili insoddisfatti del governo spagnolo nei Paesi Bassi, si determinarono ad espellere dal paese Fernando Álvarez de Toledo, III duca d'Alba e le sue truppe. Guglielmo, di base a Dillenburg, predispose un triplo attacco ai Paesi Bassi da parte dei ribelli e di forze mercenarie reclutate appositamente. Un'armata di olandesi e di ugonotti attaccarono l'Artois attraversando il confine francese; un'altra armata al comando del fratello di Guglielmo, Luigi, avrebbe sollevato la provincia della Frisia contro gli spagnoli; e una terza armata al comando di Antoine II de Lalaing, conte di Hoogstraten, avrebbe operato sulla Mosa e sul Reno.
La prima forza ad essere messa in arme fu quella di Hoogstraten, il quale ad ogni modo dovette essere rimpiazzato da Jean de Montigny, signore di Villers, che si preoccupò di attraversare la frontiera della contea di Jülich-Cleves il 20 aprile accompagnato da Guglielmo II di La Marck, signore di Lumey, con circa 3 000 uomini, cavalieri e fanti, e con diversi elementi di cavalleria ugonotta e tedesca che avevano da poco abbandonato il servizio agli spagnoli. Villers si aspettava di sollevare in armi l'intero paese e di prendere le città più importanti dell'area così da poter condurre un'offensiva su vasta scala. La prima città prescelta per questo scopo fu Roermond, una città fortificata di notevole grandezza situata alla confluenza tra i fiumi Mosa e Rur.

## Preludio
Non appena seppe dell'invasione, il duca d'Alba organizzò un esercito per assicurarsi il controllo di Maastricht ed impedire la ricongiunzione dei ribelli olandesi con le forze degli ugonotti francesi. Egli ordinò che il maestro di campo don Sancho de Londoño muovesse i suoi tercios dal villaggio di Lier verso Maastricht. Per bloccare la strada che collegava la Francia settentrionale con la valle della Mosa, il duca mobilitò gran parte della cavalleria a sua disposizione, ponendola sotto il comando di suo figlio illegittimo, Fernando de Toledo, gran priore di Castiglia, che inviò i suoi uomini da Tournai verso il neutrale Principato vescovile di Liegi al comando del suo luogotenente, don Lope de Acuña.
Il duca d'Alba ordinò al capitano delle sue guardie, don Sancho Dávila y Daza, di portarsi verso i ribelli con la sua compagnia di lancieri e con l'altra compagnia di lancieri albanesi al comando del capitano Nicolò Basta, oltre all'utilizzo degli archibugieri a cavallo comandati da Pedro Montañés. 300 erano in tutto queste forze, le quali vennero poi rafforzate dai tercios di Londoño, dalla cavalleria di Lope e da quattro compagnia di picchieri tedeschi, oltre che dal reggimento del colonnello conte di Eberstein, proveniente dalla guarnigione di Maastricht. In tutto, gli spagnoli poterono contare su una forza di 1 600 uomini.
Ricercato dagli spagnoli, Villers ed il suo esercito passarono attraverso Eijsden ed avanzarono su Roermond. Qui, tentarono di entrare nella città spacciandosi per soldati del re di Spagna ma gli abitanti non vi credettero. I ribelli quindi cercarono di forzare i cancelli della città, ma vennero respinti. Temendo di venire fatto prigioniero dagli spagnoli, Villers decise di ritirarsi, prendendo la strada verso l'exclave della Gheldria, Erkelenz. Londoño invitò alla prudenza, ma Dávila decise di inseguire i ribelli, cercando di vincerli nuovamente così che servisse da monito per gli altri.

## La battaglia

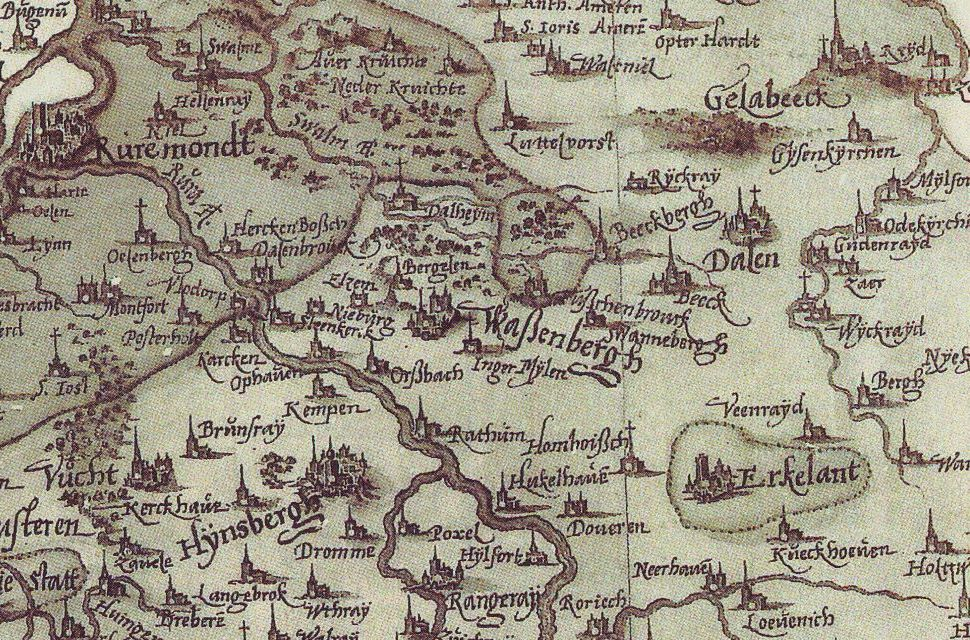
Estratto della mappa di Christian Sgrothen che mostra l'area dove la battaglia venne combattuta.

Sancho Dávila si portò alla testa della sua cavalleria e venne informato dalla sua avanguardia che i ribelli erano ormai vicini al villaggio di Erkelenz, ma che Villers si era trovato la strada sbarrata dal momento che il vicino ponte sul fiume Rur era stato demolito. Villers decise quindi di portarsi sulla strada che portava a Dahlen, una piccola cittadina fortificata nel Principato vescovile di Liegi, dove Dávila lo inseguì, intercettando l'esercito ribelle sulla strada tra i due paesi.
Villers dispiegò le sue truppe per la battaglia su una vallata con diversi boschi dietro ai quali poté far coprire il fianco dei suoi uomini non appena seppe della presenza degli uomini di Dávila nei paraggi. Per distrarre il generale spagnolo, inviò la sua cavalleria contro di lui, ma Dávila disperse i suoi uomini.

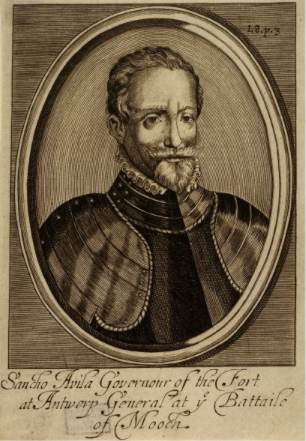
Il comandante degli spagnoli nella battaglia di Dahlen, don Sancho Dávila y Daza

Dopo una breve ricognizione, Dávila, assieme al conte di Eberstein ed alle compagnie di cavalleria al comando dei capitani don Alonso de Vargas e Nicolò Basta, caricarono nella piana ed affrontarono frontalmente i ribelli rompendo le loro linee. Villers perse così gran parte della sua cavalleria e due bandiere reggimentali. Con 1300 uomini si ritirò e tentò di raggiungere Dahlen, sotto le cui mura i ribelli si trincerarono in attesa di un secondo attacco da parte degli spagnoli.
Villers coprì i suoi uomini dal rivellino delle mura della città, la quale aveva attorno anche un fossato, e rinforzò i fianchi con dei carri rovesciati come riparo. Sancho Dávila non fu in grado di raggiungere quelle posizioni con la sua cavalleria per i numerosi boschi presenti nell'area, e pertanto chiese a Sancho de Londoño di raggiungerlo quanto prima con la sua fanteria. All'inizio del pomeriggio di quello stesso giorno, i 300 picchieri vennero posti dietro il rivellino per impedire sortite del nemico, mentre 600 spagnoli, organizzati personalmente sotto il comando di Londoño, erano pronti ad un attacco frontale alle mura della città, cosa che fecero poco dopo.
Il combattimento durò mezz'ora, dopo la quale gli spagnoli presero il controllo del rivellino. Solo alcuni ribelli riuscirono a fuggire ed a trovare rifugio a Dahlen, salendo le mura con delle scale; gli altri vennero trucidati.

## Conseguenze
Villers fu tra coloro che riuscirono a rifugiarsi all'interno della città di Dahlen, ma cadde poco dopo nelle mani degli spagnoli. Il signore di Lumey, invece, riuscì ad evadere alla cattura. Tutti i rifornimenti, sette bandiere reggimentali e diverse corazze, picche, archibugi e altre armi oltre alle munizioni vennero catturati dai vincitori. Circa 2 000 ribelli, in gran parte francesi, vennero uccisi; in opposizione gli spagnoli ebbero perdite leggere. Poco dopo, l'esercito spagnolo si divise. Dávila si portò a Bruxelles con gran parte dei prigionieri per giustiziarli, il conte di Eberstein tornò a Maastricht coi suoi picchieri tedeschi e Sancho de Londoño alloggiò i suoi uomini a Roermond, dove ordinò l'impiccagione di diversi prigionieri e cittadini locali.
Un mese dopo, Luigi di Nassau riuscì ad ottenere un'importante vittoria sugli spagnoli a Heiligerlee. Poco dopo, ad ogni modo, l'invasione pianificata dai ribelli dell'Artois venne sconfitta dal baliaggio di Hesdin. Le locali forze spagnole al comando del conte di Roleux rispedirono gli ugonotti oltre la frontiera francese. Quindi, in Piccardia, a Saint-Valery, l'esercito francese distrusse ciò che rimaneva delle forze olandesi ribelli. Il 21 luglio, il duca d'Alba sconfisse il principe di Nassau a Jemmingen, fatto che pose fine alla campagna dei ribelli olandesi in Frisia.
La città di Roermond passerà agli olandesi solo nella fase finale della guerra degli ottant'anni.